# Cezary Plater
Cezary Augustyn Plater (ur. 5 września 1810 w Wilnie, zm. 9 lutego 1869 w Górze pod Śremem) – hrabia, polski powstaniec listopadowy i działacz emigracyjny.

## Życiorys
Syn Kazimierza i Eleonory Apolinary Żaba. Ukończył wileńskie szkoły. Studiował w Berlinie, gdy dowiedział się o wybuchu powstania listopadowego. Powrócił na Litwę i odbył kampanię partyzancką w powiecie wiłkomierskim, razem ze swoją kuzynką Emilią. Podczas powstania był kapitanem jazdy żmudzkiej. Walczył w korpusie generała Dezyderego Chłapowskiego. Podpisał 25 stycznia 1831 roku akt detronizacji Mikołaja I Romanowa. 10 sierpnia 1831 roku w Warszawie podpisał w imieniu obywateli Wilna akces do powstania. 12 sierpnia 1831 roku został posłem na sejm powstańczy z powiatu wileńskiego województwa wileńskiego. Po upadku powstania udał się na emigrację.
W listopadzie 1831 przybył do Francji. Zamieszkał w Paryżu (od 23 listopada 1831 roku). W grudniu tegoż roku przystąpił do Towarzystwa Litewskiego i Ziem Ruskich. Został prezesem tego towarzystwa. Był członkiem wielu innych instytucji, m.in. Stowarzyszenia Naukowej Pomocy dla młodzieży polskiej, Towarzystwa Historyczno-Literackiego czy Komitetu Narodowego Polskiego. Politycznie związał się z Hotelem Lambert.
Był członkiem sejmu powstańczego na emigracji. 19 grudnia 1834 roku podpisał akt zawiązania „Braci Zjednoczonych”, przyczynił się do urządzenia domku Jańskiego. W latach 1837–1838 przebywał w Dreźnie. Jednak pod presją Rosjan wrócił do Paryża 4 maja 1838 roku. W grudniu 1838 roku przybył do Rzymu jako agent księcia Adama Jerzego Czartoryskiego. Spotkał się również z papieżem Grzegorzem XVI. W styczniu 1840 roku znów powrócił do Paryża.
W pierwszym kwartale 1842 roku wspierał Zygmunta Krasińskiego w jego opiece nad umierającym przyjacielem, Konstantym Danielewiczem. Poeta odwdzięczył się Platerowi wierszowanym listem Jeślim ci kiedy był przykro przeciwny... W tym samym roku Plater przybył do Wielkopolski. Kupił majątek Góra w powiecie śremskim. Założył i prowadził: Towarzystwo św. Wincentego á Paulo, ochronkę dla sierot, przytułek dla starców, lazaret, kasę oszczędnościowo-pożyczkową i kółko rolnicze. 2 października 1842 roku poślubił Stefanię Małachowską. W kwietniu 1846 roku musiał opuścić Wielkopolskę. Przebywał potem m.in. w Berlinie, Paryżu, Wrocławiu. W 1850 roku utworzył Bractwo Polskie, będące kontynuacją rozwiązanej przez władze Ligi Polskiej, które istniało do 1853 roku. W 1852 roku umarła jego małżonka. Jego dzieci odziedziczyły po niej liczne dobra w Królestwie Polskim. W 1857 roku objęła go carska amnestia. W 1862 roku ożenił się ponownie. Jego wybranką została Rosjanka wyznania katolickiego Julia Bobrińska (w czasie powstania styczniowego ratowała powstańców). W 1862 roku Plater został członkiem Stowarzyszenia Podatkowego.

## Odznaczenia
- 5 września 1831 – krzyż złoty Virtuti Militari nr 2337